# Bill Fernandez
Bill Fernandez es un arquitecto de interfaz de usuario  e inventor, quién fue el primer empleado de Apple Computer incorporado en el año 1977 como el empleado número # 4.  Es el hijo  de Juez Bill Fernandez y Bambi Fernandez (ambos licenciados de la Universidad de Stanford). Trabajó en el desarrollo de las primeras computadoras personales Apple I y Apple II, primero en el garaje de su padre; ayudando a su amigo Steve Wozniak a soldar y ensamblar las placas bases de un computador experimental que Wozniak desarrollaba en su mente, después en la casa de Jobs en Cupertino, para continuar en las instalaciones de Apple, en el año 1980 era miembro del equipo de desarrollo del Apple Macintosh. Contribuyó en varios aspectos de la interfaz del usuario de los clásicos Mac OS, QuickTime y HyperCard y posee una patente de interfaz del usuario concedida en 1994. También fue el responsable de presentar al estudiante del Homestead High School Steve Jobs a su amigo Steve Wozniak con quién siempre tuvo una relación de amistad.
Fernandez fue caracterizado por el actor Victor Rasuk en la película Jobs estrenada en 2013 